# Axamo
Axamo är en småort i Järstorps socken i Jönköpings kommun belägen strax väster om Jönköping norr om riksväg 40. Tillskillnad från Jönköpings flygplats som ligger vid Västersjön söder om riksväg 40. 
Axamo är också ett rekreationsområde med motionsspår och badplats vid Axamosjön. Vid Jönköpings flygplats utgår också Dummemosseleden, en vandringsled på Dumme mosse.